# Mircea Săndulescu
Mircea Ioan Valentin Săndulescu (n. 16 octombrie 1933, Sibiu, România – d. 22 octombrie 2015) a fost un inginer, geolog și geonom român. A efectuat cercetări asupra geotectonicii, geologiei structurale și stratigrafiei Carpaților românești și Dobrogei. Profesor Universitar la București și membru titular al Academiei Române.

## Biografie
În 1956, Săndulescu a obținut titlul de inginer-geolog la Facultatea de Geologie, Institutul de Petrol și Gaze din București. În 1968 a urmat o pregătire specială în geologie structurală la Sorbona, Paris, Franța. A terminat doctoratul în inginerie în 1972 la Institutul de Petrol, Gaze și Geologie din București.
În 1995 a fost ales președinte al Secției de Științe geonomice a Academiei Române.